# New-York-City-Marathon 1974
Der New-York-City-Marathon 1974 war die 5. Ausgabe der jährlich stattfindenden Laufveranstaltung in New York City, Vereinigte Staaten. Der Marathon fand am 29. September 1974 statt.
Bei den Männern gewann Norbert Sander in 2:26:30 h und bei den Frauen Kathrine Switzer in 3:07:29 h.

## Ergebnisse

### Männer
| Platz | Athlet          | Land               | Zeit (h) |
| ----- | --------------- | ------------------ | -------- |
| 01    | Norbert Sander  | Vereinigte Staaten | 2:26:30  |
| 02    | Art McAndrews   | Vereinigte Staaten | 2:28:16  |
| 03    | Larry Frederick | Vereinigte Staaten | 2:32:18  |
| 04    | Arthur Hall     | Vereinigte Staaten | 2:35:01  |
| 05    | Bill Rodgers    | Vereinigte Staaten | 2:35:59  |
| 06    | Hugh Sweeny     | Vereinigte Staaten | 2:37:27  |
| 07    | Michael Baxter  | Vereinigte Staaten | 2:37:31  |
| 08    | Mike Scarbrough | Vereinigte Staaten | 2:41:00  |
| 09    | Kevin McDonald  | Vereinigte Staaten | 2:44:29  |
| 10    | Colin Beer      | Vereinigte Staaten | 2:45:10  |

### Frauen
| Platz | Athletin               | Land               | Zeit (h) |
| ----- | ---------------------- | ------------------ | -------- |
| 01    | Kathrine Switzer       | Vereinigte Staaten | 3:07:29  |
| 02    | Elizabeth Franceschini | Vereinigte Staaten | 3:36:18  |
| 03    | Faith Berriman         | Vereinigte Staaten | 3:55:06  |
| 04    | Ann Degroff            | Vereinigte Staaten | 3:55:49  |
| 05    | Durhane Rieger         | Vereinigte Staaten | 4:03:17  |
| 06    | Mary Ann Pepan         | Vereinigte Staaten | 4:21:00  |
| 07    | Betty Phillips         | Vereinigte Staaten | 4:27:48  |
| 08    | Cheryl Weill           | Vereinigte Staaten | 4:29:37  |
| 09    | Mary Hart              | Vereinigte Staaten | 5:18:17  |